# Rahel Straus
Pour les articles homonymes, voir Straus.
Rahel Straus née Goitein, née en 1880 à Karlsruhe, morte en 1963 à Jérusalem, est une médecin, féministe et écrivaine juive allemande émigrée en Israël.
Elle est la première femme étudiante en médecine à l'université de Heidelberg, diplômée en janvier 1905. Après avoir épousé son ami d'enfance, l'avocat Elias Straus (1878–1933), elle part avec lui à Munich où elle ouvre un cabinet médical et devient une figure importante dans le soutien au sionisme et à la Ligue des femmes juives.
Après la mort de son mari en 1933, elle émigre en Palestine mandataire avec ses quatre enfants. Elle continue d'y pratiquer la médecine jusqu'en 1940, lorsqu'elle prend sa retraite pour se consacrer aux activités de soutien aux femmes, en particulier aux jeunes immigrées. En 1952, elle est cofondatrice et membre active de la branche israélienne de la Ligue internationale des femmes pour la paix et la liberté,,.

## Biographie
Née le 21 mars 1880 à Karlsruhe, Rahel Goitein est la fille de Gabor Goitein (1848–1883), rabbin orthodoxe de Hongrie, et d'Ida Löwenfeld (1848–1931), institutrice. Après la mort de son père quand elle a trois ans, elle est élevée par sa mère. Grâce à son inscription en 1899 dans le premier lycée allemand pour filles, elle devient la première jeune fille étudiante à l'université de Heidelberg. Elle est diplômée de la faculté de médecine en janvier 1905, son diplôme lui permettant de pratiquer partout en Allemagne,.
Immédiatement après avoir obtenu son diplôme, elle épouse son ami d'enfance, l'avocat Elias Straus, et déménage avec lui à Munich. Ensemble, ils ont cinq enfants : Isa (1909), Hannah (1912), Frédéric (1914), Gabriele (1915) et Ernst (1922), qu'elle élève dans un foyer traditionnellement juif. En tant que médecin généraliste et gynécologue, elle dirige à partir de 1908 son propre cabinet médical pendant environ 25 ans, s'occupant principalement des femmes et des enfants,.
À Munich, Rahel Straus devient active dans divers groupes sionistes et féminins, dont la Ligue des femmes juives et l'Organisation internationale des femmes sionistes. Elle rédige des articles dans des revues juives et édite le Blätter des Jüdischen Frauenbundes für Frauenarbeit und Frauenbewegung. Leur maison à Munich devient un lieu de rencontre pour l'élite juive, dont Albert Einstein, Martin Buber et Judah Leon Magnes.
Après la mort de son mari d'un cancer en juin 1933, Rahel Straus se rend compte qu'elle ne peut plus rester en Allemagne où elle est de plus en plus menacée par les nazis. En novembre suivant, elle émigre en Palestine avec ses enfants. Elle y installe de nouveau un cabinet médical mais prend sa retraite en 1940 pour participer à des activités sociales. Après la création de l'État d'Israël, ses actions s'étendent à la formation de jeunes immigrantes, à la distribution de vêtements aux démunis et à la création d'un atelier de réhabilitation des femmes handicapées. Elle crée l'institut de formation AKIM pour les enfants handicapés à Jérusalem, plus tard connu sous le nom de Beit Rahel Straus. En 1952, elle contribue à la création de la branche israélienne de la Ligue internationale des femmes pour la paix et la liberté, demeurant membre honoraire active pour le reste de sa vie.
Plus tard, elle écrit ses mémoires, couvrant la vie en Allemagne avant l'arrivée au pouvoir des nazis. Elle publie également des contes de fées pour enfants en hébreu. Rahel Straus meurt à Jérusalem le 15 mai 1963, âgé de 83 ans.

## Publications
- Rahel Straus, Wir lebten in Deutschland : Erinnerungen einer deutschen Jüdin, 1880-1933 / Rahel Straus herausgegeben und mit einem Nachwort versehen von Max Kreutzberger [« Nous avons vécu en Allemagne: Souvenirs d'une juive allemande, 1880-1933 / par Rahel Straus, avec une postface de Max Kreutzberger »], Stuttgart, DVA, 1961 (ISBN 3-379-01423-0, lire en ligne).